# Tadeusz Kantor

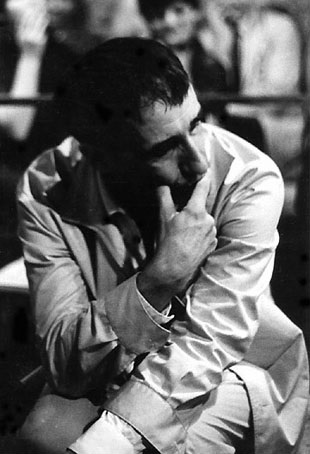
Tadeusz Kantor (1968)

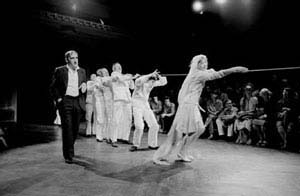
Erling Mandelmann: Inszenierung von Kantor (ohne Jahr)

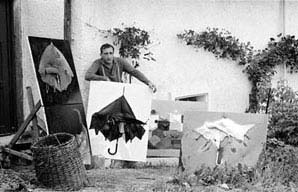
Erling Mandelmann: Inszenierung von Kantor (ohne Jahr)

Tadeusz Kantor (* 6. April 1915 in Wielopole (Skrzyńskie), Österreich-Ungarn; † 8. Dezember 1990 in Krakau) war ein polnischer Theaterregisseur, Maler, Bühnenbildner und Kunsttheoretiker.

## Leben und Werk
Kantor war Kind einer Katholikin und eines Juden und wuchs in einem galizischen Städtlein bzw. Schtetl auf. Kantor studierte an der Akademie der Schönen Künste in Krakau (Abschluss 1939). Von 1942 bis 1944 leitete er während der deutschen Besatzung Polens im Untergrund das experimentelle Niezależny Teatr (Unabhängiges Theater), die Keimzelle aller seiner späteren Aktivitäten im Theaterbereich. 1948 wurde er Professor an der Kunstakademie. Enttäuscht von der zunehmenden Institutionalisierung der Avantgarde gründete er 1955 zusammen mit Freunden das Theater Cricot 2, mit dem er verstärkt seit den 1960er Jahren eigene Inszenierungen und Happenings in der Form des Wanderzirkus durchführte. Seine besondere Vorliebe galt dabei zunächst den Stücken seines polnischen Landsmannes Stanisław Ignacy Witkiewicz (W małym dworku (1961), Wariat i zakonnica (1963), Kurka wodna (1969)). Mit den Jahren begann Kantor immer stärker Elemente seiner eigenen Biographie, v. a. der Kindheit, mit einzubeziehen. Mit diesen Stücken, die kein statisches Arrangement besaßen, sondern von Kantor selbst, der meist auf der Bühne präsent war, „dirigiert“ und gestaltet wurden, erlangte der Theatermacher allmählich Weltruf. In dem Stück Umarła Klasa (Die tote Klasse) von 1975 konfrontierte er z. B. als Lehrer seine inzwischen toten Mitschüler mit Gliederpuppen, die deren noch junge Ebenbilder darstellten. Es folgten weitere Projekte dieser Art bis zum unvollendeten Stück Dzisiaj są moje urodziny (Heute ist mein Geburtstag), bei dessen Proben Kantor unerwartet starb. Wie von ihm vorausgesehen, können seine Stücke nach seinem Tod nicht mehr aufgeführt werden, weil sie so stark an seine physische Präsenz auf der Bühne gebunden waren. Trotzdem gilt Kantor als einer der wichtigsten Vertreter des Absurden Theaters überhaupt.
Parallel hierzu betätigte er sich auch als Kunst- und Theatertheoretiker und vor allem als Maler. Hier gründete er nach 1945 verschiedene Künstlergruppen. Er selbst malte zunächst eher im Stil des Surrealismus, bevor er Mitte der 1960er Jahre zur Gegenständlichkeit überging. Tadeusz Kantor war Teilnehmer der documenta II (1959) und auch der documenta 6 im Jahr 1977 in Kassel. Für sein Werk wurde er 1978 mit dem Rembrandt-Preis der Goethe-Stiftung in Basel ausgezeichnet.

## Stücke und Inszenierungen
- Mątwa, 1956
- Cyrk, 1957
- W małym dworku, 1961
- Wariat i zakonnica, 1963
- Kurka wodna, 1967
- Nadobnisie i koczkodany, 1973
- Umarła klasa, 1975
- Wielopole, Wielopole, 1980
- Niech sczezną artyści, 1985
- Nigdy tu już nie powrócę, 1988
- (Dzisiaj są moje urodziny), 1991

## Umarła klasa – Skulptur und Performance

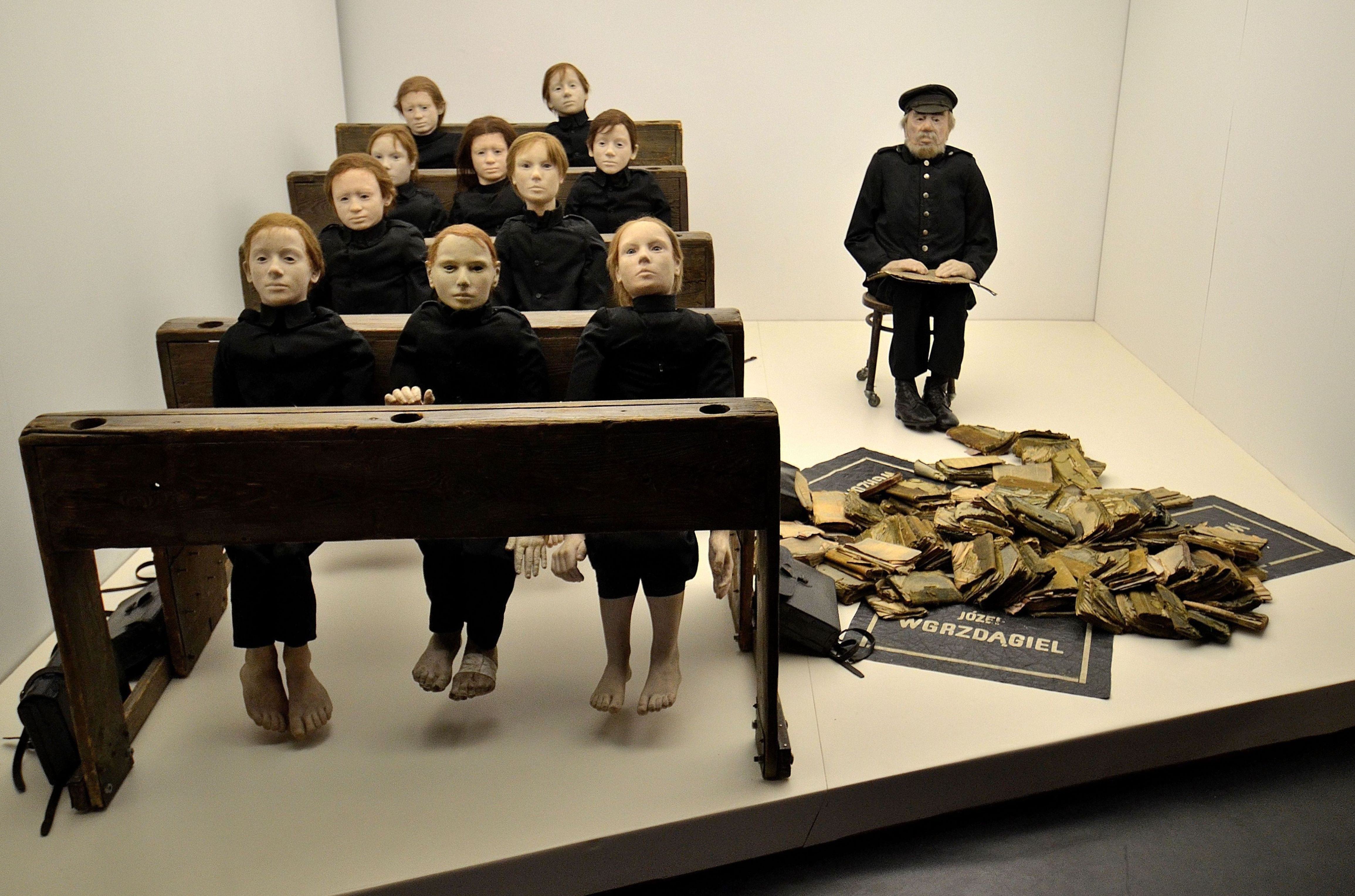
Bühnenbild zu Umarła klasa, 1975

Das Theaterstück Umarła klasa, Die tote Klasse, ist Schauspiel und Happening mit autobiografischen Bezügen (Inszenierungen s. o.) und kann noch heute als Skulptur betrachtet werden. Es wurde auch als Theater des Todes bezeichnet. Ein Exemplar mit vier aufsteigenden Bänken kann in der Sammlung der Pinakothek der Moderne in München betrachtet werden. Die acht „Schüler“-Puppen in den Bankreihen haben in der Anordnung eine starke Präsenz, die von vielen Betrachtenden als bedrohlich interpretiert wird. Die lebensgroßen Puppen wirken durch Bemalung und Haarersatz paradoxerweise wie Greise. Die verwendeten Materialien erinnern an Armut, die hier als Zeichen für Hoffnungslosigkeit gilt.
Dort ist auch eine Werkgruppe von Szenenfotos der ersten Inszenierung von 1975 ausgestellt. Fotograf: Wojtek Sperl (* 1950), Ort: Galerie Krzysztofory, Kraków (Krakau, Südpolen). Andrzej Wajda filmte 1976 eine Inszenierung mit Tadeusz Kantor als agierendem Regisseur der Gruppe Cricot2 und Darsteller.